# Landschaftsschutzgebiet Oldehave (LSG LER 00021)
Das Landschaftsschutzgebiet Oldehave ist ein Landschaftsschutzgebiet auf dem Gebiet des Landkreises Leer im Nordwesten des Bundeslandes Niedersachsen. Es trägt die Nummer LSG LER 00021. Als untere Naturschutzbehörde ist der Landkreis Leer für das Gebiet zuständig.

## Beschreibung des Gebiets
Das am 29. Mai 1975 ausgewiesene Landschaftsschutzgebiet umfasst eine Fläche von 20 Quadratkilometern und liegt in der Samtgemeinde Hesel. Das Gebiet liegt auf einer hauptsächlich von Laubwald eingenommenen Geestzunge, die von als Grünland genutzten Niederungen des Flusses Bietze und des Leekentiefs umschlossen wird. In den Niederungen Nutzung als Grünland. Im Osten geht das Gebiet in die Wallheckenlandschaft nördlich von Firrel über. Der Wald besteht hauptsächlich aus bodensaurem Eichenmischwald. Daneben gibt es Erlen-Ulmen-Auwaldrelikte.

## Schutzzweck
Wesentlicher Schutzzweck sind der Schutz vor Veränderungen, „die geeignet sind, die Natur zu schädigen, den Naturgenuss zu beeinträchtigen oder das Landschaftsbild zu verunstalten.“